# Mare à Poule d'Eau (îlet)
Pour l’article homonyme, voir Mare à Poule d'Eau.
Mare à Poule d'Eau est un îlet des Hauts de La Réunion situé dans le cirque naturel de Salazie. Il est installé à proximité du petit plan d'eau qui lui a donné son nom, la mare à Poule d'Eau.

## Histoire
Le premier colon sur le site de Mare à Poule d'Eau fut un certain Louvet qui s'y installa avec deux esclaves en 1810. Il y fut rejoint par d'autres mais le cyclone du 10 février 1829 détruisit complétement cette première implantation et les colons découragés quittèrent le cirque.
L'un d'entre eux, Théodore Cazeau, revint rapidement mais pour se fixer à Mare à Citrons.
Décrite comme un site enchanteur par tous les écrits anciens, la mare à Poule d'Eau en elle-même abritait autrefois des oiseaux de toutes les couleurs, parmi lesquelles des poules d'eau comme Gallinula chloropus pyrrhorrhoa, sans doute venue de Madagascar. Elles nichent toujours dans les herbes à proximité du plan d'eau, qui fut partiellement comblé par un effondrement survenu en 1980 durant le cyclone Hyacinthe.
Il a depuis été réaménagé et attire les pêcheurs, qui viennent y taquiner le tilapia, et plus exceptionnellement des anguilles. Cependant, le chemin qui longe la mare permet toujours de découvrir des vieilles pierres, vestiges d'anciennes bâtisses créoles.